# Бегян, Айк Леонидович
Айк Леонидович Бегян (род. 14 февраля 2000 года, Сочи) — российский тайский боксёр, заслуженный мастер спорта России, член сборной России с 2015 года. Двукратный чемпион мира и России по тайскому боксу.

## Спортивная карьера
В юношеский и юниорский период неоднократно побеждал на первенствах России по тайскому боксу. Первый тренер — Артур Коваленко. С 2015 года тренируется у Салопаева Игоря Александровича, тренера в составе Нижегородской региональной федерации тайского бокса.

### Результаты выступлений в мужской возрастной категории
- 2018 год — чемпион России в в/к до 60 кг (Наро-Фоминск);
- 2018 год — чемпион мира в в/к до 60 кг (Канкун, Мексика)[1];
- 2019 год — чемпион России в в/к до 60 кг (Пермь);
- 2019 год — чемпион мира в в/к до 60 кг (Банкгок, Таиланд)[2].
- 2022 год — чемпион Европы в в/к до 63,5 кг (Стамбул, Турция).
- 2023 год — чемпион России в в/к до 63,5 кг (Магнитогорск);

### Спортивные звания
- Февраль 2018 год — мастер спорта России[3];
- Октябрь 2018 год — мастер спорта России международного класса[4].
- Декабрь 2019 года — заслуженный мастер спорта России[5].